# 신지학

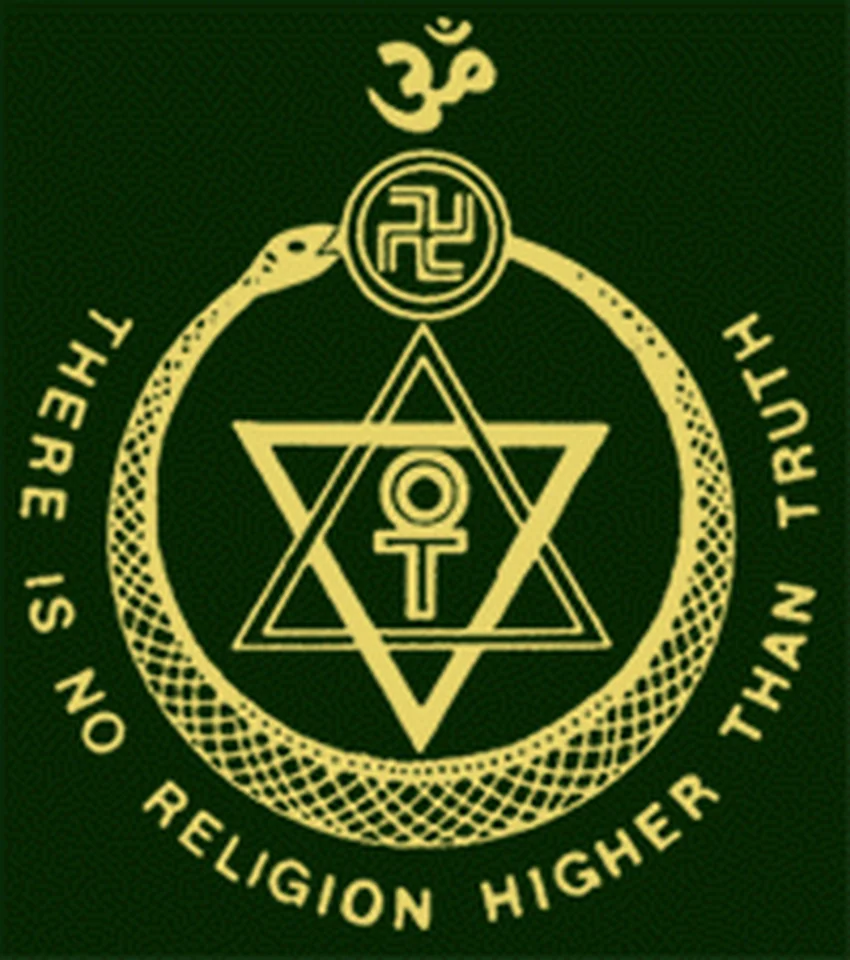

신지학(神智學, 영어: theosophy)은 19 세기에 헬레나 블라바츠키를 중심으로 설립된 신지학 협회에서 비롯된 밀교, 신비주의적인 사상 철학 체계이다. 모든 종교, 사상, 철학, 과학, 예술 등의 근본적인 하나의 보편적인 진리를 추구하는 것을 목표로 하고 있다.

## 같이 보기
- 루돌프 슈타이너